# Я хотела увидеть ангелов
«Я хотела увидеть ангелов» — художественный фильм режиссёра Сергея Бодрова, снятый в 1992 году. В фильме звучит музыка и песни группы «Монгол Шуудан».

## Сюжет
Фильм о трёх молодых мечтателях, сошедшихся в Москве зимой в самом начале 1990-х. Каждый из них по-своему романтик, но каждый живёт по своим волчьим законам.
Двадцатилетний бывший борец Боб — по жизни немногословный рыцарь, едет на старом мотоцикле в Москву. Ему предстоит забрать деньги или убить бывшего партнёра своего босса, у которого он работает охранником и порученцем.
Бежавший компаньон не отдаёт сразу деньги, но Боб решает не лишать его жизни, а вытрясти деньги. У него ещё нет опыта убийства и этот бескровный вариант кажется ему подходящим. После первого визита к компаньону босса и наезда уличных гопников Боб встречает 16-летнюю Нэт и её знакомого Женю. Также на пути ему попадаются байкеры, главарь которых принимает парня за своего.
Боб влюбляется в Нэт. Это его первая девушка, не считая проституток. Странная девушка после смерти брата-байкера ушла из дома и ночует в подвале, но грезит о тёплых краях, об Америке; она даже написала письмо Мадонне, как единственному человеку, которого она там «знает», с просьбой помочь туда перебраться. Адрес Мадонны пообещал достать Женя, который живёт по принципу «хочешь жить — умей вертеться», а мечтает стать настоящим байкером и умчаться вдаль от своей неустроенной жизни. Но у него нет мотоцикла, зато есть идеи, как его достать.
Нэт окружающие люди неинтересны и она просто движется к своей мечте, по ходу цинично используя женские чары и своё несовершеннолетнее тело. От Боба ей нужен только его мотоцикл, чтобы отдать Жене в обмен на несуществующий адрес Мадонны. У Боба зреет план: после того, как деньги будут получены, он не повезёт их боссу в Саратов, а скроется вместе с Нэт в каком-нибудь тихом месте. Нэт, не получив обещанного адреса и устав от холодной Москвы, сбегает от Боба и уезжает «на юг» на первой попавшейся дальнобойной машине. Женя, катаясь на мотоцикле, в очередной поездке замечен милицией и при попытке уйти от погони разбивается насмерть.
Боб решает забрать деньги, а после продолжить поиски. Он приезжает за долгом к Валере — бывшему партнёру его босса. Валера вытащил на стол пачки купюр и попросил подождать 10 минут — остальную сумму подвезёт его знакомый, который приезжает и оглушает Боба резиновой дубинкой по голове. Вместе они вывозят потерявшего сознание Боба к пригородному вокзалу, но за городом Валера убивает Боба.

## В ролях
- Алексей Баранов — Боб (озвучивал актёр Алексей Серебряков)
- Наталья Гинько — Нэт
- Лия Ахеджакова — мама Жени
- Алексей Жарков — врач, работник морга
- Евгений Пивоваров — Женя «Козырь»
- Лев Бутенин — дальнобойщик
- Игорь Воробьёв — приятель Валеры
- Валерий Деркач — Валера, должник из Саратова
- Виталий Леонов — дедушка подруги Жени
- Юрий Комаров — Мансур, босс Боба
- Александр Потапов — тренер по боксу
- Олег Гоч — байкер Ким

В фильме снимались байкеры из мотоклуба «Cossacks MC».

## Фестивали и награды
- 1993 — МКФ в Берлине — Участие в Программе «Forum»[1]

## Съёмочная группа
- Авторы сценария: Сергей Бодров, Кэролин Каваллеро
- Режиссёр: Сергей Бодров
- Оператор: Алексей Родионов
- Художник: Валерий Кострин
- Композитор: Игорь Назарук
- Музыка группы «Монгол Шуудан»
- Продюсер: Кэролин Каваллеро